# 画賛

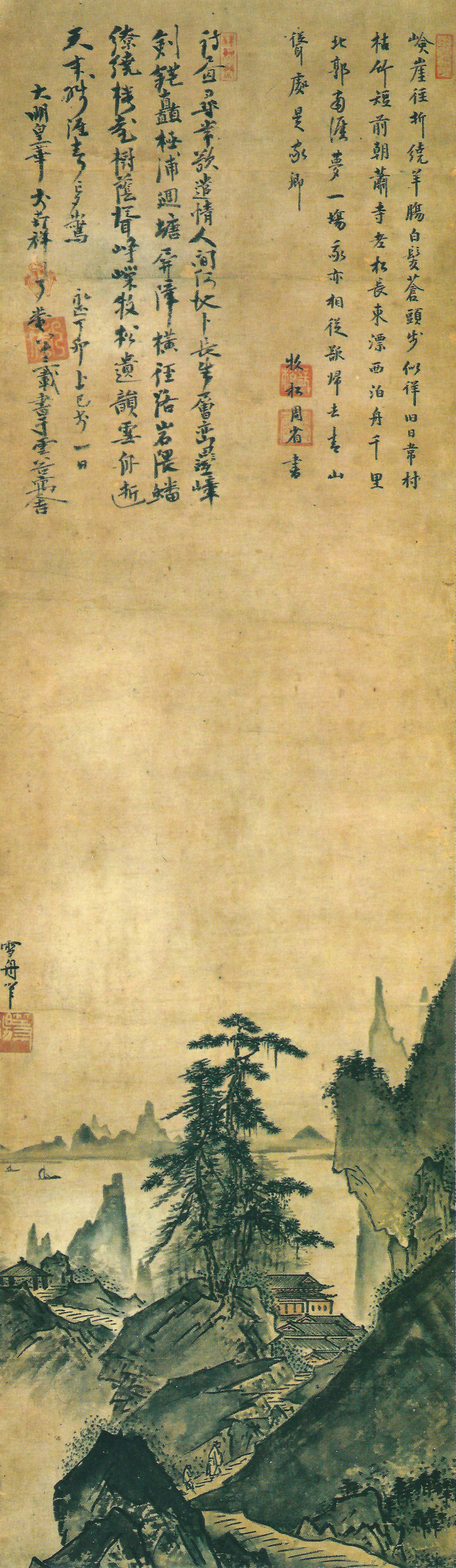
紙本墨画淡彩山水図　雪舟筆
牧松周省・了庵桂悟の画賛

画賛（がさん）とは、絵画用語だが、中国と日本で、指しているものが違う。賛、画讃、讃ともいう。

## 歴史
- 中国の画賛

中国における画讃とは、人物画にちなんで制作された文章を指す。唐時代まで使用されていた用語。宋時代以降の絵画に付属する文章は、主として「題」または「跋」と呼ばれ、画賛／画讃と呼ぶことは希になった。賛というのは、人物の事跡を述べ賞揚する文学の一形式である。
- 日本の画賛

日本における画讃とは、絵画に書き込んだ詩文を指す。上部の空白部に書く場合が多いが、別紙に書いて接続する場合もある。漢詩が多いが、和歌、俳句を書くこともある。類似のものに「色紙形」がある。
空海が真言七祖像の上部に書いた賛（京都・東寺）が古い例である。禅僧が修行を終えた弟子に自分の肖像画（頂相）に画讃をいれて、弟子に与える習慣が、鎌倉時代以降、禅宗とともに導入され、讃を絵画にいれる習慣が一般化した。室町時代には、賛詩を必須とする詩画軸、上部に賛のある寒山拾得。などの禅画が多数制作された。江戸時代には狂歌や俳句の賛がある絵画や浮世絵も多い。
画家自身が賛を書くことを自賛という。
色紙形は、絵画の面の一部（上部が多い）を方形に線で区切って、多くは別の色や胡粉で塗りつぶす。その上に絵画にちなんだ、仏教経典の抜粋、詩文、題字を書き込む。色紙を貼り付けたような形になる。中国では、北魏時代の敦煌壁画に既に観られるが、日本では、平安時代に、よく行われた。室町時代以降では、大和絵系統の絵画で行われた。